# Luis Cerveró
Luis Cerveró (València, 1974) és un videoartista, realitzador i productor que ha treballat en publicitat i en videoclips. Sempre ha creat per encàrrec, i això l'ha portat a ser un realitzador molt conegut i valorat. Ha treballat en diferents campanyes de publicitat per companyies com Evax o Sony; i ha creat videoclips per a artistes tan coneguts com Mishima, Liars, Joe Crepúsculo o Pharrell Williams. Cerveró casat i viu a la Floresta amb la seva dona i els seus gossos.
Alguns dels seus referents i influències són el cinema francès dels 60, com el director Jean-Luc Godard, que pertany al moviment cinematogràfic anomenat Nouvelle vague, sorgit a França entre finals de 1950 i principis dels 1970, i que es va caracteritzar per a trencar i renovar el cinema clàssic; o el programa de televisió TV Party (Nova York, 1978-1982) conduït per Glenn O'Brien.
Luís Cerveró ha utilitzat diferents formats en la creació de les seves obres, curtmetratges, videoclips i anuncis. Tots ells s'emmarquen en el suport de cinta de vídeo, i en cap cas ha estat autor d'una videoinstal·lació. El videoclip és el gènere audiovisual que combina la imatge amb la música, que va néixer arran de les actuacions musicals a la televisió i del cinema musical, i que es va popularitzar a partir de la creació de la cadena MTV (1981), i d'altres cadenes dedicades a la difusió de videoclips.

## Primers anys
El 1995 va crear Orgasmo, una peça de 30 segons i en color que és un seguit d'imatges de televisió a un ritme elevat, que intenta transmetre a la sensació d'orgasme. El seu primer treball a acabar els estudis, l'any 2000, va ser la pel·lícula Taxidermia, en format 35 mm, però també en super 8, i en 16 mm. Aquest curtmetratge pot semblar, en principi, un documental sobre la taxidèrmia però també és una visió sobre la manera de treballar dels artistes. El 2001 va realitzar el curtmetratge Pretty Short War, un film d'1′ 30″ on Cerveró mata insectes sobre llaminadures amb mel, en un format que recorda els anuncis televisius. L'any 2003 roda Three Home Movies and a Porn Flick, film de 5′ 40″ on una parella de gats, a través de les 4 peces que el componen, parodien els grans temes del cinema. El 2004 crea Who Cares, una peça en japonès de 3′ 10″ sobre una parella de japonesos de vacances. L'any 2005 crea una sèrie anomenada Love, Death and Rock and Roll, composta per a tres pel·lícules anomenades Love (2′ 40″), Death (2′ 30″) i Rock and Roll (2′ 30″). Aquesta sèrie explora com la realitat es transforma en veure's a través de la càmera. El 2006 va treballar, amb la productora Malvalanda en un doble DVD recopilatori dels millors videoclips de grups i solistes realitzats a Espanya, anomenat Eclectia: Un panorama del videoclip nacional contemporáneo.

## Productora CANADA
L'any 2008 funda la productora CANADA juntament amb Lope Serrano i Nicolás Méndez. Això li permet entrar al món de la producció publicitària i de videoclips. Durant aquesta etapa treballa per a diferents grups, entre ells Liars, Justice, Joe Crepúsculo, Los Planetas, Mishima, creant videoclips tan emblemàtics com Suena Brillante de Joe Crepúsculo, on s'aprecia la influència de shows de televisió com TV Party, o Tot torna a començar de Mishima.

### Nova etapa
Entre finals de 2013 i principis de 2014 va deixar la productora i es va centrar en altres treballs, tant en el camp audiovisual, com en la creació, juntament amb Ana Domínguez, de la seva editorial Terranova. També ha treballat amb la productora Blink, en la creació d'anuncis i videoclips. A finals de 2013 va deixar la productora, però ha seguit treballat com a productor de videoclips d'artistes tan diferents com Mishima, Un tros de fang, o Pharrell Williams, Come Get it Bae juntament amb Miley Cyrus. Un dels seus últims videoclips, el 2015, és Pricks of Brightness, de Ratatat Però també ha creat una editorial, Terranova, on publica llibres artístics, de joves artistes, juntament amb Ana Domínguez.